# Luke Greenbank
Luke Greenbank (* 17. September 1997 in Crewe) ist ein britischer Schwimmer. Er gewann eine Silber- und eine Bronzemedaille bei Olympischen Spielen. Bei Weltmeisterschaften erhielt er bis 2024 einmal Gold, einmal Silber und zweimal Bronze. Bei Europameisterschaften erschwamm er je einmal Gold, Silber und Bronze. Hinzu kam einmal Gold und einmal Silber bei Commonwealth Games.

## Sportliche Karriere

### Die Jahre bis 2017 mit Erfolgen im Juniorenbereich
Luke Greenback siegte 2014 bei den Junioren-Europameisterschaften über 200 Meter Rücken. Anderthalb Monate später bei den Olympischen Jugendspielen in Nanjing wurde er über 200 Meter Rücken Dritter und gewann den Titel mit der 4-mal-100-Meter-Freistilstaffel.
Die Junioren-Europameisterschaften 2015 wurden im Rahmen der Europaspiele in Baku ausgetragen. Greenbank gewann die Titel über 100 Meter Rücken und über 200 Meter Rücken und wurde Zweiter mit der Lagenstaffel. Eine weitere Silbermedaille gewann er mit der Mixed-Lagenstaffel. Ende August bei den Junioren-Weltmeisterschaften in Singapur wurde er Vierter über 200 Meter Rücken und Dritter über 100 Meter Rücken. Bei den Kurzbahneuropameisterschaften 2015 schied er jeweils im Vorlauf aus. 2016 bei den Europameisterschaften in London erreichte er über 200 Meter Rücken das Halbfinale und verpasste als Neunter knapp den Finaleinzug. Ein Jahr später schied Greenbank auch bei den Weltmeisterschaften in Budapest im Halbfinale des 200-Meter-Rücken-Wettbewerbs aus.

### 2018 mit den Commonwealth Games und der Weltmeistertitel 2019
2018 bei den Commonwealth Games in Goald Coast wurde Greenbank auf beiden Rückendistanzen Vierter. In der 4-mal-100-Meter-Lagenstaffel gewannen die Australier mit 0,09 Sekunden Vorsprung vor der englischen Staffel mit Luke Greenbank, Adam Peaty, James Guy und Benjamin Proud. Vier Monate später bei den Europameisterschaften in Glasgow schied Greenbank in beiden Rückenwettbewerben im Halbfinale aus.
2019 bei den Weltmeisterschaften in Gwangju war über 100 Meter Rücken wieder im Halbfinale Schluss. Über 200 Meter Rücken siegte der Russe Jewgeni Rylow vor Ryan Murphy, 1,73 Sekunden hinter Murphy schlug Greenbank als Dritter an. In der 4-mal-100-Meter-Lagenstaffel erreichten Luke Greenbank, James Wilby, James Guy und Duncan Scott den Endlauf mit der viertschnellsten Vorlaufzeit. Im Finale schwammen Greenbank, Adam Peaty, Guy und Scott über 4 Sekunden schneller und gewannen den Titel mit neuem Europarekord von 3:28,10 Minuten vor dem Quartett aus den Vereinigten Staaten. Ende des Jahres fanden in Glasgow die Kurzbahneuropameisterschaften 2019 statt. Greenbank wurde Dritter über 200 Meter Rücken und Fünfter über 100 Meter Rücken.

### 2021 Europameister und die Olympischen Spiele in Tokio
2020 fanden wegen der COVID-19-Pandemie keine internationalen Meisterschaften statt. Im Mai 2021 bei den eigentlich für 2020 geplanten Europameisterschaften in Budapest erreichte Greenbank den siebten Platz über 100 Meter Rücken. Über 200 Meter Rücken wurde er mit 0,16 Sekunden Rückstand Zweiter hinter Rylow. Im Vorlauf der 4-mal-100-Meter-Lagenstaffel waren Joe Litchfield, James Wilby, Duncan Scott und Tom Dean die Schnellsten, allerdings nur 0,02 Sekunden vor den Franzosen. Im Endlauf schwammen Luke Greenbank, Adam Peaty, James Guy und Duncan Scott fast vier Sekunden schneller als die Vorlaufstaffel und gewannen mit einer Sekunde Vorsprung vor den Russen. Zwei Monate nach den Europameisterschaften wurden in Tokio die ebenfalls aus dem Jahr 2020 verschobenen Olympischen Spiele eröffnet. Über 100 Meter Rücken verfehlte Luke Greenbank das Halbfinale um 0,02 Sekunden. Drei Tage danach war Greenbank Vorlaufschnellster über 200 Meter Rücken. Im Halbfinale schwamm Rylow die beste Zeit vor Greenbank und Murphy, im Finale siegte Rylow vor Murphy und Greenbank. Die 4-mal-100-Meter-Lagenstaffel mit Greenbank, Wilby, Guy und Scott war im Vorlauf das zweitschnellste Quartett hinter den Italienern. Im Endlauf schwamm das Team aus den Vereinigten Staaten neuen Weltrekord in 3:26,78 Minuten. Greenbank, Peaty, Guy und Scott verbesserten den Europarekord auf 3:27,51 Minuten und wurden Zweite mit anderthalb Sekunden Vorsprung vor den Italienern.

### Vier internationale Meisterschaften im Jahr 2022
Im Juni 2022 bei den Weltmeisterschaften in Rom wurde Greenbank über 200 Meter Rücken Zweiter mit 0,64 Sekunden Rückstand auf Ryan Murphy. Die britische Lagenstaffel mit Luke Greenbank, James Wilby, Jacob Peters und Lewis Burras erreichte das Finale mit der fünftschnellsten Vorlaufzeit. Im Endlauf waren Greenbank, Wilby, James Guy und Tom Dean zwei Sekunden schneller als die Vorlaufstaffel und gewannen Bronze hinter den Italienern und dem US-Quartett, wobei die Italiener den Europarekord der Briten aus dem Vorjahr einstellten. Von Ende Juli bis Anfang August fanden in Birmingham die Commonwealth Games 2022 statt. Greenbank wurde über 100 Meter Rücken und über 200 Meter Rücken jeweils Fünfter. In der englischen Lagenstaffel war Greenbank nur im Vorlauf mitgeschwommen und Brodie Williams startete im Endlauf. Greenbank erhielt aber für seinen Einsatz ebenfalls eine Goldmedaille. Eine Woche nach den Commonwealth Games war Greenbank bei den Europameisterschaften in Rom wieder Teil der britischen Mannschaft. Über 200 Meter Rücken gewann er die Bronzemedaille hinter dem Franzosen Yohann Ndoye Brouard und dem Ungarn Benedek Kovács. Mit der Lagenstaffel belegte Greenbank den vierten Platz. Ende des Jahres wurde Greenbank Fünfter über 200 Meter Rücken bei den Kurzbahnweltmeisterschaften 2022 in Melbourne.

### 2023 mit Kurzbahnsilber und 2024
2023 wurde Greenbank auf beiden Rückendistanzen Dritter der britischen Meisterschaften und nahm nicht an den Weltmeisterschaften teil. Bei den Kurzbahneuropameisterschaften in Otopeni belegte Greenbank den fünften Platz über 100 Meter Rücken. Über 200 Meter Rücken gewann er Silber mit einer Zehntelsekunde Rückstand auf den Italiener Lorenzo Mora.
Im Februar 2024 bei den Weltmeisterschaften in Doha schwamm er im Halbfinale über 200 Meter Rücken die neuntschnellste Zeit und verfehlte das Finale um 0,23 Sekunden. Bei den Olympischen Spielen in Paris trat Greenbank nur über 200 Meter Rücken an und wurde im Vorlauf disqualifiziert.